# Eulenbachbrücke
Die Eulenbachbrücke in Velbert, auch Eulenbachviadukt genannt, in der Bevölkerung allerdings eher als Saubrücke bekannt, ist eine ehemalige Eisenbahnbrücke, die ab 1914 aus Naturstein gebaut wurde. Die Brücke ist Teil der Niederbergbahn und wurde bis in die 1990er Jahre für den Zugverkehr genutzt. Heute ist sie Teil des Panoramaradweg Niederbergbahn, der von Wülfrath bis nach Essen-Kettwig führt.

## Geschichte
Der Ausbau der Nebenbahnstrecke, die seit 1888 einspurig von Aprath nach Velbert führte, weiter nach Heiligenhaus und Kettwig blieb lange Zeit umstritten. Nach der Genehmigung im Mai 1912 begannen ab dem 23. Juli 1913 die Bauarbeiten. Mehrere Brücken mussten gebaut werden, ab Mai 1914 entstand die größte der Brücken, nämlich die von der Eisenbahndirektion Elberfeld geplante Eulenbachbrücke. Nach Ausbruch des Ersten Weltkriegs ruhten die Bauarbeiten zunächst, konnten jedoch bis Sommer 1915 mit Hilfe arbeitsloser Fabrikarbeiter und russischer Kriegsgefangener fertiggestellt werden. Für Aufsehen sorgte ein Unfall im Sommer 1915, als ein Bauzug von der Brücke stürzte. Niemand wurde dabei verletzt. Nachdem die Brücke fast fertiggestellt war, wurden die Bauarbeiten der Bahnstrecke 1916 eingestellt und erst nach Ende des Weltkriegs wiederaufgenommen. Doch da diese auch danach nur mit Unterbrechungen fortgesetzt werden konnten, erfolgte die Betriebsaufnahme der Bahnstrecke und somit auch der Brücke erst am 15. Februar 1924 für den Güterverkehr. Ein Jahr später, am 31. März 1925, wurde die Bahnstrecke auch für den Personenverkehr freigegeben.
Der Personenverkehr auf der Bahnstrecke endete 1960. Danach wurde der Gütertransport noch über 30 Jahre fortgesetzt, bis am 28. Dezember 1994 der letzte offizielle Güterzug die Eulenbachbrücke befuhr. Die Nutzung der Brücke endete mit der Stilllegung der Niederbergbahn, die 2006 erfolgte. In den Jahren darauf wurde diskutiert, auf der ehemaligen Bahnstrecke einen Radwanderweg zu errichten, der dann auch über die Eulenbachbrücke führen sollte. Nachdem die Pläne 2009 konkretisiert wurden, begannen im Jahr darauf die Bauarbeiten. Seit der Eröffnung des Radwegs am 16. Juli 2011 wird die Eulenbachbrücke wieder genutzt. Der Panoramaradweg Niederbergbahn führt von Essen-Kettwig bis nach Wülfrath.

## Bauweise
Die Eulenbachbrücke, die auf sieben Bögen mit einer Spannweite von jeweils etwa 20 Metern das Eulenbachtal überspannt, weist eine Länge von 168 Metern auf. Die im Kern aus Stampfbeton bestehende Brücke wurde an den Außenflächen mit Bruchstein verblendet. Mit einer Höhe von 40 Metern war sie die höchste mit Naturstein verblendete Brücke in der ehemaligen preußischen Rheinprovinz.

## Name
Der offizielle Name der Brücke lautet Eulenbachbrücke und stammt vom Fluss Rinderbach, der das Tal durchfließt, das von der Brücke überspannt wird, und regional auch Eulenbach genannt wird. Noch heute existiert der Name Eulenbach als Straßenname in Form von Uelenbeek. Im Volksmund wurde die Brücke aber schon nach kurzer Zeit „Saubrücke“ genannt – benannt nach einem 1965 abgerissenen Hof inmitten des genannten Tals, der In der Sau hieß, wobei Sau für Sumpf steht.